# Lophoplusia giffardi
Lophoplusia giffardi är en fjärilsart som beskrevs av Otto Herman Swezey 1913. Lophoplusia giffardi ingår i släktet Lophoplusia och familjen nattflyn. Inga underarter finns listade i Catalogue of Life.